# Entheus
Entheus is een geslacht van vlinders uit de familie van de dikkopjes (Hesperiidae) en de onderfamilie Eudaminae.

## Soorten
- E. dius Mabille, 1897
- E. eumelus (Cramer, 1777)
- E. gentius (Cramer, 1779)
- E. lemna (Butler, 1870)
- E. matho Godman & Salvin, 1879
- E. priassus (Linnaeus, 1758)